# Plaza de María Pita
La plaza de María Pita es el centro neurálgico de la ciudad de La Coruña (Galicia, España) y en ella se encuentra la casa consistorial, ubicada en el palacio de María Pita.

## Historia
La plaza fue proyectada por el arquitecto Juan de Ciórraga en 1877 tras el derrumbamiento de la muralla con el fin de resolver el paso de la ciudad vieja a la Pescadería. El recinto fue pavimentado en 1936 y asfaltado en la década de 1950 durante el mandato como alcalde de Alfonso Molina. En la década siguiente se permitió el estacionamiento, que no se suprimió hasta 1987, con la construcción del aparcamiento subterráneo y el túnel que implicó la peatonalización.
Antiguamente recibió el nombre de plaza de Alesón, Libertad y Derribo.

## Descripción
La plaza forma un gran rectángulo de más de 10 000 m². En una de sus frentes se encuentra el palacio del ayuntamiento, rodeado por las otras tres partes por edificios porticados y culminados con unas espléndidas galerías, típicas de la arquitectura gallega.
El contorno se completa con la estatua a María Pita, que preside la plaza mirando hacia la casa consistorial. Su realización y colocación en la plaza tuvo lugar en 1998.
Bajo los soportales de los edificios se encuentran diferentes locales de hostelería como bares, cafeterías y restaurantes. En el exterior de estos soportales existen desde 2002 unas terrazas cerradas y acristaladas para la utilización de estos locales que levantaron mucha polémica en su colocación por el impacto estético que supone su presencia para el contorno monumental de la plaza.

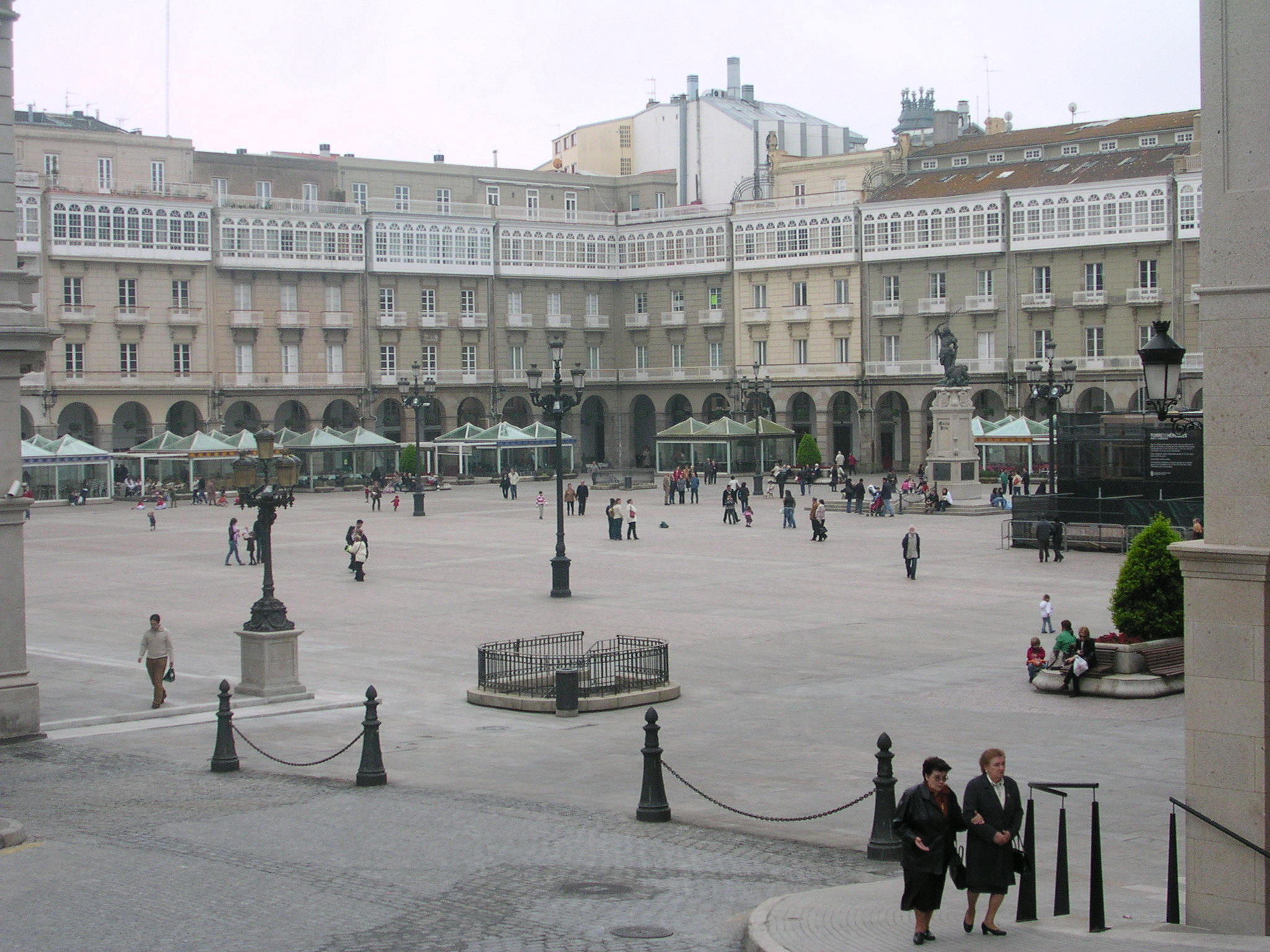
Vista general
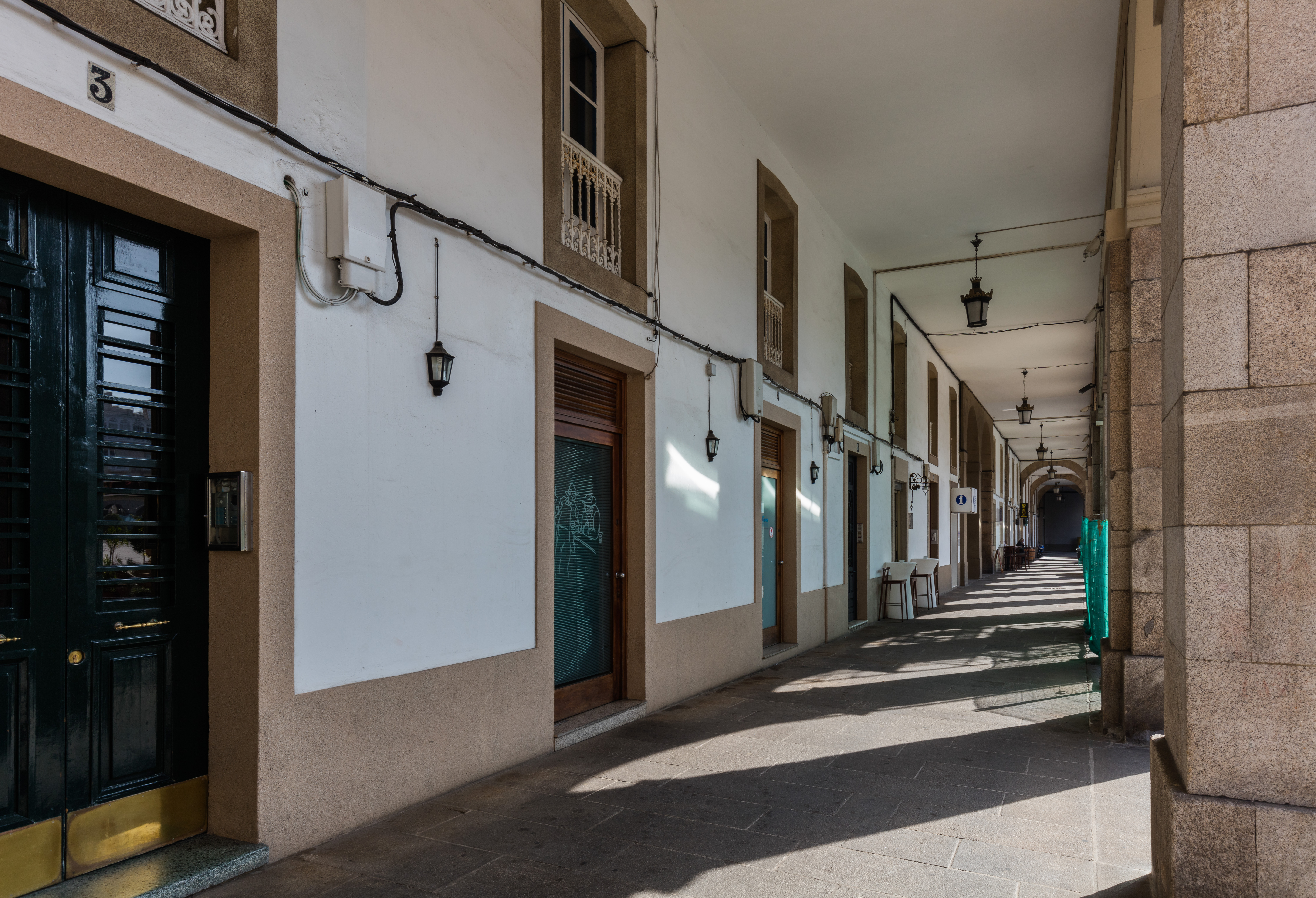
Soportales de la plaza
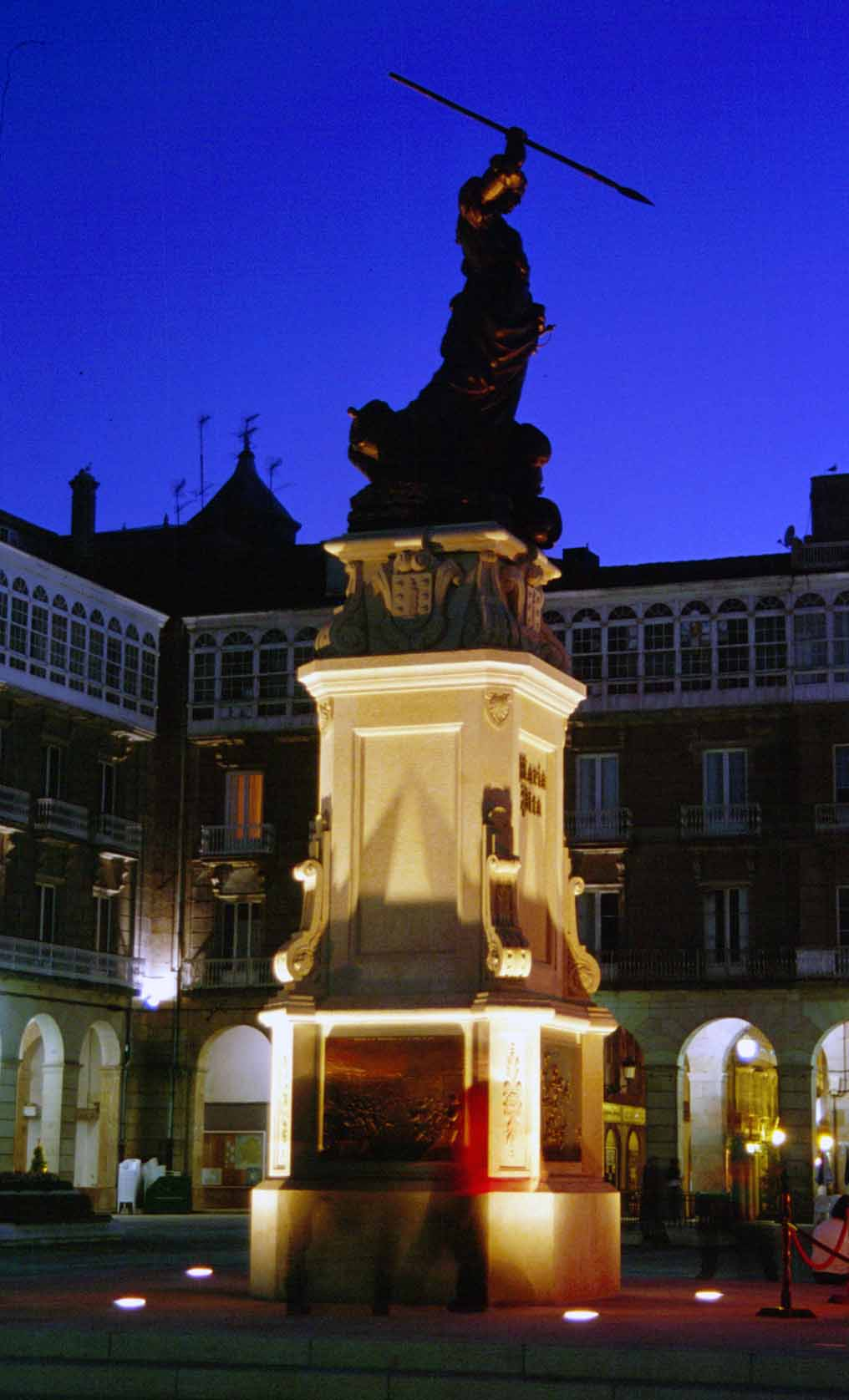
Estatua de María Pita
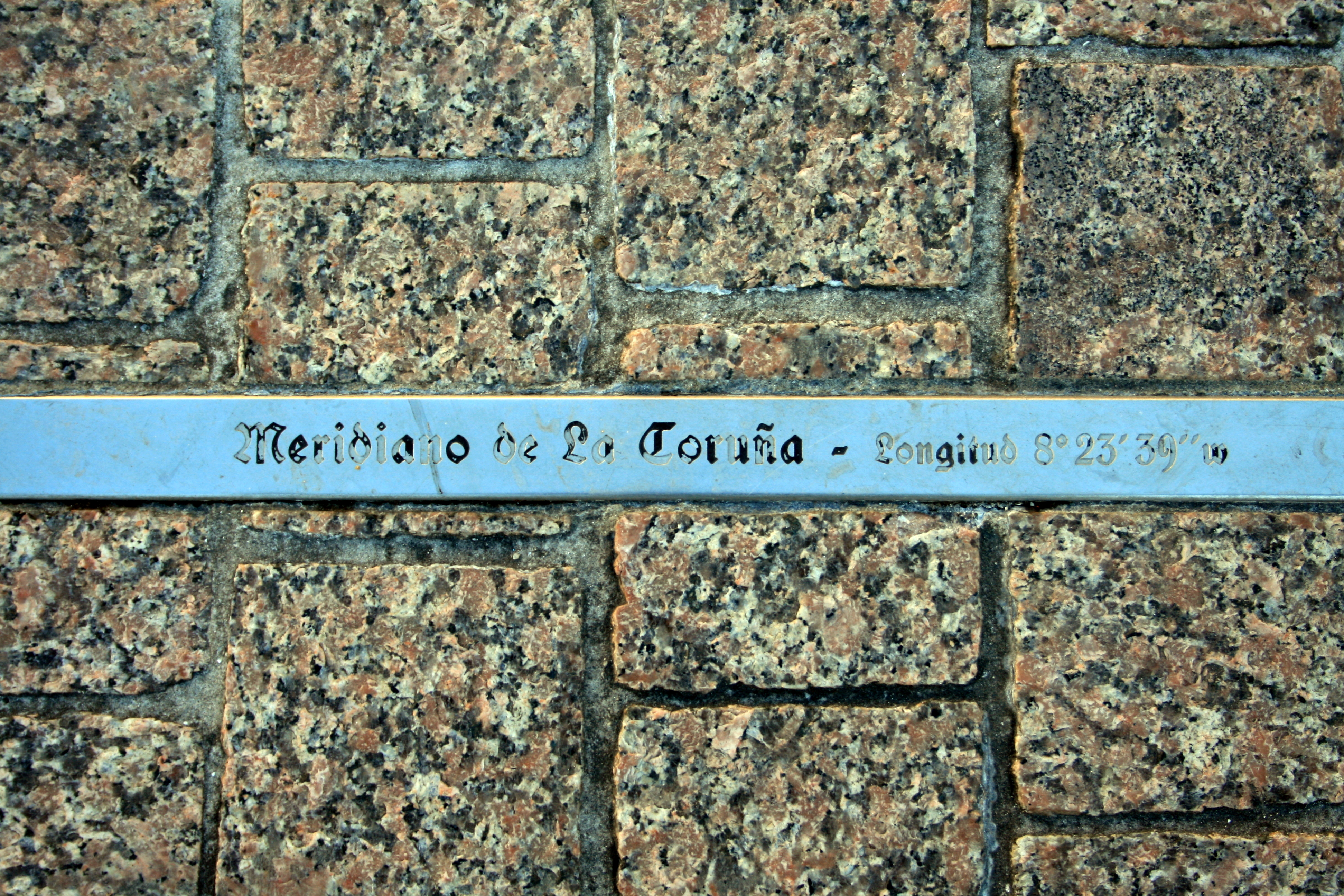
Indicador del meridiano en el suelo de la plaza